# Мученицы (фильм, 2015)
«Мученицы» (англ. Martyrs) — американский фильм ужасов режиссёров Кевина и Майкла Гетцов, является ремейком одноимённой французской ленты Паскаля Ложье.

## Сюжет
В детстве Люси сбежала из плена. Она проводит остаток своего детства в приюте Святой Марии, где её начинают преследовать галлюцинации в виде странного существа, оно истязает девочку её собственным руками. Со временем она сближается с Анной, другой воспитанницей. Десять лет спустя Люси отправляется в частный дом семьи Паттерсон с дробовиком и убивает всех четырёх членов семьи, полагая, что они связаны с её детскими пытками.

## В ролях
- Тройэн Беллисарио — Люси
  - Эвер Пришкульник — маленькая Люси
- Бэйли Ноубл — Анна
  - Элис Коул — молодая Анна
- Кейтлин Кармайкл — Сэм
- Роми Роузмонт — Миссис Паттерсон
- Тоби Хасс — Фентон
- Мелисса Трейси — существо
- Кейт Бёртон — Элинор
- Блейк Роббинс — Мистер Паттерсон
- Диана Хоппер — Сара

## Производство
Уже в 2008 году, вскоре после выхода фильма, Паскаль Ложье в одном из интервью подтвердил, что ведет переговоры о продаже прав на фильм американской кинокомпании, которая планирует снять ремейк. Режиссёром данной ленты должен был стать Даниэль Штамм («Последнее изгнание дьявола», «13 грехов»), однако в связи с финансовыми разногласиями он покинул проект. В итоге американская версия «Мучениц» была снята малоизвестными режиссёрами Кевином и Майклом Гетц, и увидела свет в октябре 2015 года. Роль Люси исполнила Тройэн Беллисарио, роль Анны Бейли Нобл.

## Критика
Ремейк получил практически полностью негативные оценки кинокритиков. Так, на сайте Rotten Tomatoes, на котором собираются обзоры, информация и новости кинематографа, процент отрицательных отзывов на американскую версию «Мучениц» составляет 95 %, на Metacritic фильм имеет 19/100.